# روجر ستيوارت بيكون
روجر ستيوارت بيكون هو سياسي كندي، ولد في 29 يونيو 1926 في نابان العليا ‏ في كندا. نشط حزبياً في جمعية المحافظين التقدمية لنوفا سكوشا. وقد انتخب عضو مجلس نواب نوفا سكوشا ‏ (13 أكتوبر 1970 – 25 مايو 1993) وانتخب رئيس وزراء نوفا سكوتيا ‏ (12 سبتمبر 1990 – 26 فبراير 1991).